# Eleições estaduais do Tocantins de 2006

## Governador e vice-governador
- Partido Comunista do Brasil (PCdoB) – o candidato do partido é o senador Leomar de Melo Quintanilha.(PCdoB/PT/PDT/PMN/PRB/PSL/PHS)
- Partido do Movimento Democrático Brasileiro (PMDB) – o candidato é o governador Marcelo Miranda, que tenta se reeleger.(Tocantins mais forte - PMDB/PFL/PPS)
- Partido da Social Democracia Brasileira (PSDB) – o candidato do partido é o ex-governador Siqueira Campos.(União por Tocantins - PSDB/PP/PSB/PTB/PL/PSC/PV/PTdoB)
- Partido Social Democrata Cristão (PSDC) – o candidato democrata-cristão é Célio de Azevedo.
- Partido Socialismo e Liberdade (PSOL) – o candidato socialista é Elísio Lopes Gonçalves.

## Resultado da eleição para governador
1.Marcelo Miranda PMDB-340.824(51,49)
2.Siqueira Campos PSDB-310.068(46,84)
3.Leomar Melo Quintanilha PCdoB-9.206(1,39)
4.Elísio Lopes Gonçalvas PSOL-1.622(0,25)
5.Célio de Azevedo PSDC-227(0,03)